# Аруба на Летњим олимпијским играма 1992.
Аруба је други пут учествовала као самостална земља на Летњим олимпијским играма 1992. одржаним у Барселони од 25. јула до 9. августа.
Учествовала је са 5 спортиста (4 мушкарца и 1 жене) који су се такмичили у 3 спорта.
На свечаном отварању заставу је носио бициклиста Лусијен Дирксз.
Аруба није освојила ниједну медаљу.

## Учесници по дисциплинама
| Спорт      | Мушкарци | Жене | Укупно |
| ---------- | -------- | ---- | ------ |
| Атлетика   | 1        | 1    | 2      |
| Бициклизам | 2        | 0    | 2      |
| Једрење    | 1        | 0    | 1      |
| Укупно(3)  | 4        | 1    | 5      |

## Резултати по дисциплинама

### Атлетика
| Такмичар /ка  | Дисциплина        | Резултат       | Пласман | Детаљи |
| ------------- | ----------------- | -------------- | ------- | ------ |
| Ким Рејниерсе | маратон, мушкарци | 53. / 87 (110) | 2:25,31 |        |
| Лиа Мелис     | маратон, жене     | -              | НЗ      |        |

### Бициклизам
| Такмичар         | Дисциплина  | Резултат | Пласман | Детаљи |
| ---------------- | ----------- | -------- | ------- | ------ |
| Лусијен Дирксз   | појединачно | -        | НЗ      |        |
| Gerard van Vliet | појединачно | -        | НЗ      |        |

### Једрење
једрење на дасци
| Rank | Име                  | 1. трка | 1. трка | 2. трка | 2. трка | 3. трка | 3. трка | 4. трка | 4. трка | 5. трка | 5. трка | 6. трка | 6. трка | 7. трка | 7. трка | 8. трка | 8. трка | 9. трка | 9. трка | 10. трка | 10. трка | Укуоно бод | Укупно -1 |
| Rank | Име                  | Пл.     | Бод     | Пл.     | Бод     | Пл.     | Бод     | Пл.     | Бод     | Rank    | Пл.     | Бод     | Пл.     | Бод     | Пл.     | Бод     | Пл.     | Бод     | Пл.     | Бод      | Points   | Укуоно бод | Укупно -1 |
| ---- | -------------------- | ------- | ------- | ------- | ------- | ------- | ------- | ------- | ------- | ------- | ------- | ------- | ------- | ------- | ------- | ------- | ------- | ------- | ------- | -------- | -------- | ---------- | --------- |
| 37   | Roger Andre Jurriens | 35      | 41,0    | 32      | 38,0    | 34      | 40,0    | 30      | 36,0    | 33      | 39,0    | 35      | 41,0    | 34      | 40,0    | 38      | 44,0    | 33      | 39,0    | 38       | 44,0     | 402,0      | 358,0     |